# Onchodia valeriae
Onchodia valeriae is een slakkensoort uit de familie van de Cerithiopsidae. De wetenschappelijke naam van de soort is voor het eerst geldig gepubliceerd in 1987 door Giusti Fr..